# Bengalia kosugana
Bengalia kosugana är en tvåvingeart som först beskrevs av Andy Z. Lehrer 2006.  Bengalia kosugana ingår i släktet Bengalia och familjen spyflugor. Inga underarter finns listade i Catalogue of Life.